# Cosméticos en Corea
Corea tiene una historia antigua de uso de cosméticos y hoy es una industria importante en Corea del Sur.

## Tiempos antiguos

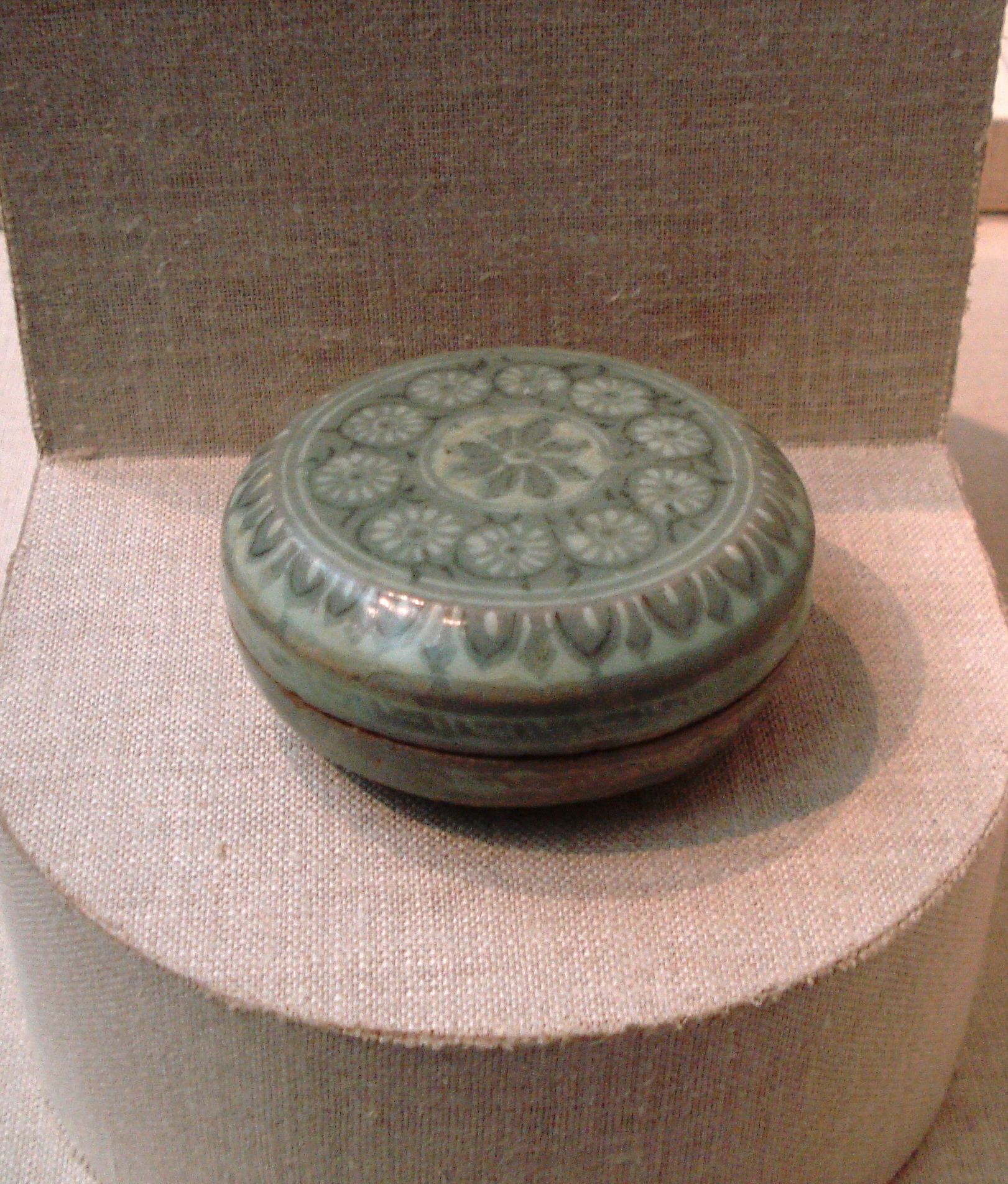
Goryeo Dinastía caja cosmética

Los registros del uso de cosméticos en Corea se remontan a la época de los Tres Reinos de Corea, y el uso de maquillaje floreció durante el reino de Goryeo. Los cosméticos se hacían con lociones extraídas de plantas, incluidos los tallos de calabaza; El frijol mungo molido contiene saponina y fue útil para la limpieza. Los aceites de ricino y de camelia se usaban como aceite para el cabello. Tenían un olor agradable y no eran pegajosos. Para hidratar y dar brillo a la piel, se utilizó aceite de cártamo. Se utilizaron aceites de albaricoque y melocotón para eliminar pecas y manchas hepáticas. Se hacía un polvo llamado 'mibun' o 'baekbun' a partir de arroz molido y mijo mezclado con agua o aceite.
Se añadían aromas a extractos de cereales y otras plantas, por ejemplo, de capullos de clavo secos. El perfume también se usaba para aliviar el estrés y el cansancio. El Gyuhap Chongseo, una antigua enciclopedia de mujeres, incluye varios métodos para hacer perfume.
Según Gyuhap Chongseo, las cejas eran el rasgo central del rostro de una mujer. El trabajo describe diez formas populares de cejas. Las formas de hojas de sauce o media luna fueron las más populares. La ceniza vegetal era la materia prima básica utilizada para la tinta de cejas, con la que las mujeres dibujaban sus cejas en varias formas. Los colores primarios eran el negro, el azul y el marrón oscuro.
Yeonji es el nombre coreano del colorete, que se usaba para colorear los labios y las mejillas. Podría estar hecho de cártamo.
En el período de Joseon, el maquillaje lujoso estaba prohibido por el confucianismo. Las mujeres de clase alta tendían a copiar el maquillaje y el estilo de las gisaeng durante este período.

## Tiempos modernos

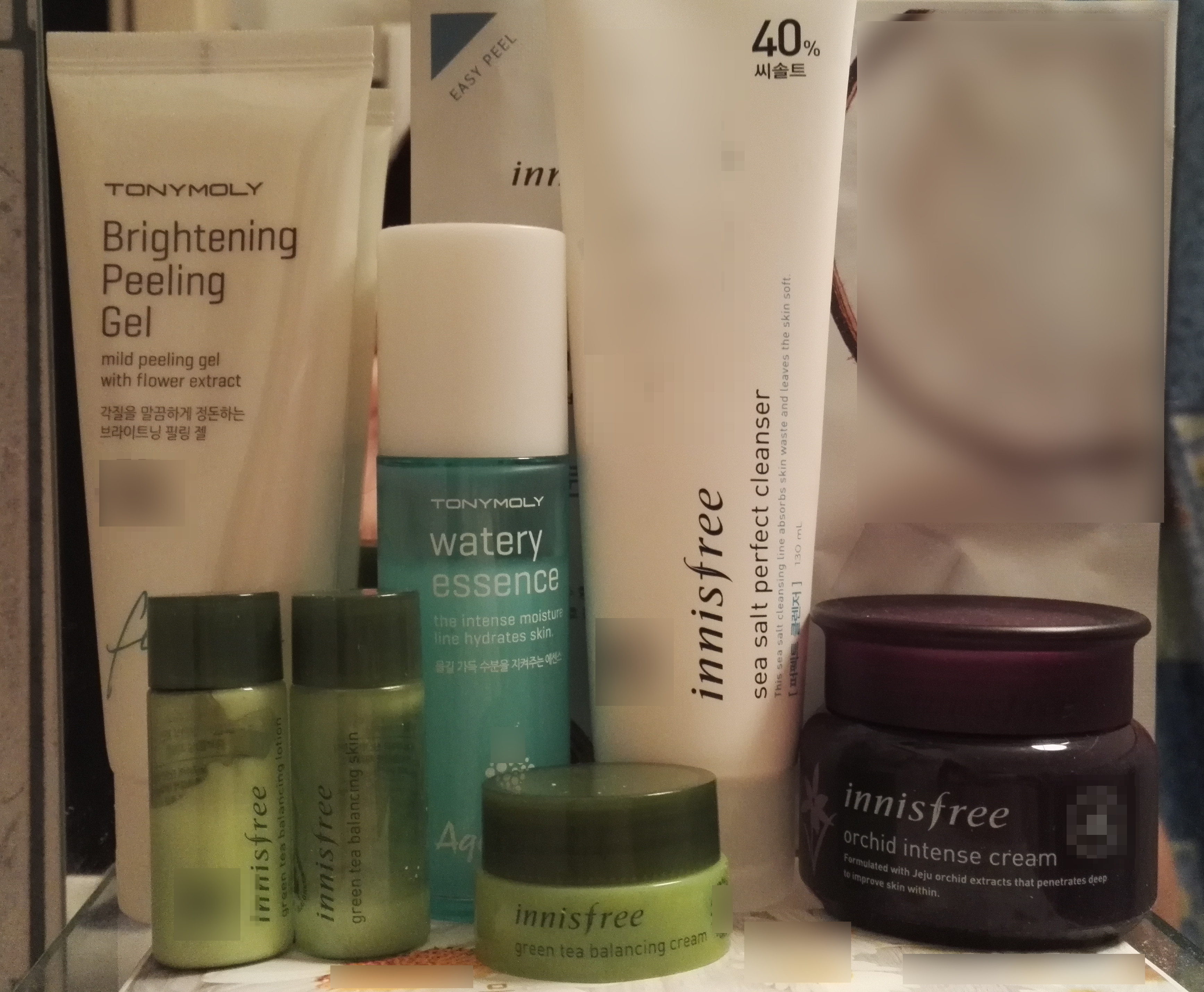
Varios productos de cosméticos coreanos (pelando gel, esencia, cleanser, tóner, loción y dos tipos de cremas) en una balda de baño

Tras el Tratado de Kanghwa en 1876, los puertos coreanos se abrieron al comercio exterior y los estilos occidentales comenzaron a influir en el país. Los nuevos estilos y productos de maquillaje se hicieron populares, lo que estimuló la cultura cosmética de Corea y permitió la producción y el consumo en masa.
Bakgabun, que significa polvo de Park, fue el primer artículo cosmético producido en masa en Corea. Fue el primer polvo facial coreano y fue un éxito de ventas entre 1916 y 1930. Sin embargo, debido a su contenido de plomo, las ventas cayeron rápidamente y rápidamente se lanzaron productos similares.
Cuando Corea se convirtió en una colonia japonesa en 1910, los cosméticos japoneses dominaron y los cosméticos coreanos no lograron desarrollarse en la década de 1920. Después de que el país ya no estuviera bajo control japonés, la Guerra de Corea que comenzó en 1950 perturbó aún más la economía. Finalmente, alrededor de 1961, la industria cosmética coreana comenzó a prosperar tras la aprobación de una ley que prohibía la venta de productos de otros países.
A fines de la década de 2010, Corea del Sur prohibió los cosméticos para los que se realizaron pruebas en animales.

## Cosméticos y cuidado de la piel en la cultura surcoreana
Los coreanos se centran en el cuidado de la piel bajo la influencia de los programas de televisión, los anuncios y la tradición. Los coreanos valoran mucho la piel uniforme y radiante, y las mujeres coreanas tienden a variar su régimen de cuidado de la belleza según la temporada. Usan diferentes tipos de humectantes, como crema para cerrar los poros (crema BB, bálsamo para manchas o bálsamo de belleza) y lociones para aclarar la piel (crema CC, corrección de color o control de color).
Los coreanos generalmente se maquillan todos los días porque ofrece protección solar, una de las principales preocupaciones. Un gran enfoque del cuidado de la piel coreano es aclarar la piel, por eso muchos productos cosméticos coreanos tienen propiedades iluminadoras. El aclaramiento de la piel no es lo mismo que el blanqueamiento de la piel, también conocido como blanqueamiento de la piel, que es una reducción de la melanina en la piel. En cambio, el aclaramiento de la piel se centra en el tratamiento de la hiperpigmentación.
La industria de la belleza coreana es un término que se ha popularizado en todo el mundo y ha traído al país una ventaja económica. Se dice que los productos de belleza de Corea del Sur están hechos con ingredientes naturales como gelatina de baba y utilizan términos como "Una piel de vidrio" en sus envases y estos parecen ser el factor número uno de por qué ha ganado una inmensa popularidad en Occidente. países. La belleza coreana va más allá de la producción de ingredientes de limpieza naturales, los surcoreanos realizan diariamente una rutina de piel de 10 pasos para lograr la hermosa piel pálida y brillante que el país considera hermosa. Esta rutina de cuidado de la piel de 10 pasos consiste en una doble limpieza como primer paso en el que primero se usa un aceite limpiador y luego un limpiador a base de agua, se dice que esto ayuda a eliminar cualquier residuo en la piel y también ayuda con la circulación en la piel. La exfoliación, las mascarillas de arcilla, los sérums de vitamina C para reducir las arrugas, los contornos de ojos y las cremas hidratantes también forman parte de la rutina. Los diferentes productos o variaciones de estos pasos se realizan de manera diferente según la hora del día en que se realice la rutina. Solo se aplica protector solar si la rutina se realiza por la mañana ya que es el paso final y uno de los más importantes. Es importante mencionar que aunque se dice que esta rutina es el santo grial de la belleza coreana, no todos siguen los 10 pasos porque puede ser abrumador y costoso para algunos.